# Cinema en català
El cinema en català o en versió original catalana (VOC) comprèn aquelles produccions cinematogràfiques realitzades originalment en llengua catalana, independentment del lloc on es produeixin o de l'origen dels seus autors.

## Història

### Els inicis
Malgrat que en alguns enregistraments dels primers anys 30 ja es podia sentir parlar o cantar en català, es considera que la primera pel·lícula en llengua catalana després de la irrupció del cinema sonor és El cafè de la Marina, de Domènec Pruna, rodada el 1933 i basada en l'obra teatral homònima de Josep Maria de Sagarra. Del mateix any és El fava de Ramonet, un curtmetratge rodat i dirigit a València per Joan Andreu i Moragas. Aquests precedents, però, no van tenir continuïtat en el cinema comercial.
Durant la República, la Generalitat de Catalunya va crear un Comitè de Cinema amb voluntat de dinamitzar una indústria audiovisual pròpia. L'inici de la Guerra Civil espanyola va estroncar aquest propòsit, però va ser la llavor del Servei de Cinema, creat el 1934 dins el Comitè de Propaganda, que va rodar centenars de films documentals en llengua catalana realitzats i distribuïts sota la marca Laia Films i exhibits per Catalònia Films. Destaquen els noticiaris sobre l'evolució de la Guerra i els documentals sobre la rereguarda. Entre els realitzadors de Laia Films va destacar Ramon Biadiu, que realitzava documentals amb ambicions artístiques i no merament informatives, com es fa palès en el seu debut amb El Port. Impressió matinal (1932), i Félix Marquet, que va dur a terme una important tasca documental al front de guerra. En aquells anys també es van realitzar algunes ficcions, com Aurora d'esperança, d'Antonio Sau (1937), considerat el primer intent de fer cinema social. Entre les darreres produccions de Laia Films destaca, pel seu interès, el documental Catalunya màrtir (1938).

### Sota la dictadura
La dictadura franquista va esborrar la presència de la llengua catalana de l'àmbit públic i de les indústries culturals. A partir dels anys 50 es van tolerar alguns productes en català, sempre que fossin de temàtica religiosa o ideològicament afins al règim. En aquest context, el 1952 Francesc F. Iquino va realitzar El Judes, primer film parlat en català des del 1939. Però no va ser fins a finals dels anys 60, amb el camí obert per l'Escola de Barcelona i la recuperació de la literatura i el teatre català, que es recupera tímidament la llengua en algunes produccions: Maria Rosa (1965), versió cinematogràfica del clàssic d'Àngel Guimerà realitzada per Armand Moreno; En Baldiri de la Costa (1967), de Josep M. Font, protagonitzada per Joan Capri; No compteu amb els dits (1967), de Pere Portabella i Joan Brossa; Tren de matinada (1968), d'Antoni Ribas; La llarga agonia dels peixos (1969), de Francesc Rovira-Beleta o la versió cinematogràfica de Laia de Salvador Espriu, realitzada per Vicenç Lluch (1969).

### Transició
Després de la mort del dictador Franco, en plena transició democràtica, es produeix una revifalla dels sectors culturals en català. En l'àmbit del cinema, la recuperació és més tímida a causa de la manca d'una indústria pròpia que hi aposti. Malgrat això, diversos realitzadors comencen a rodar els seus films en llengua catalana, molts dels quals sota l'estela de la recuperació històrica o la necessitat d'explicar els successos més recents de Catalunya. És el cas de La ciutat cremada (1976), d'Antoni Ribas; el documental La Nova Cançó (1976), de Francesc Bellmunt; La ràbia (1968-1977), d'Eugeni Anglada; Ocaña, retrat intermitent (1978), de Ventura Pons; Companys, procés a Catalunya (1979), de Josep Maria Forn; La plaça del Diamant (1981), de Francesc Betriu, basada en l'obra homònima de Mercè Rodoreda o Bearn o la casa de les nines (1983), de Jaime Chávarri, basada en la novel·la de Llorenç Villalonga. L'obertura democràtica també dona peu a un cinema desinhibit, que vol trencar els tabús morals instal·lats durant la dictadura. En són exemples L'obscura història de la cosina Montse (1978), de Jordi Cadena; L'orgia (1978) i La quinta del porro (1980), de Francesc Bellmunt; El vicari d'Olot (1981), de Ventura Pons; Hèctor, l'estigma de la por (1982), de Carlos Pérez Ferre o El feixista, la pura i el merder de l'escultura (1983), de Joaquim Coll Espona. Una altra línia temàtica és la del thriller policíac, amb pel·lícules com Putapela (1981), de Jordi Bayona; Barcelona Sud (1981), de Jordi Cadena; Un negre amb un saxo (1988), de Francesc Bellmunt, basat en la novel·la de Ferran Torrent, o el díptic format per Adela (1987) i L'amor és estrany (1988) de Carles Balagué.
Però el gènere més productiu del final d'aquests anys és el de la còmedia, que genera títols d'èxit considerable fins ben entrada la dècada dels 90. En són exemples Boom, Boom (1990), de Rosa Vergés; Rateta, rateta (1990), de Francesc Bellmunt; Què t'hi jugues, Mari Pili? (1990), Aquesta nit o mai (1991) i Rosita, please! (1994), els tres de Ventura Pons; Ho sap el ministre? (1991), de Josep M. Forn; No et tallis ni un pèl (1991), de Francesc Casanovas, o Parella de tres (1995), d'Antoni Verdaguer. Al seu costat, també proliferen pel·lícules basades en relats històrics, com El llarg hivern (1991), de Jaime Camino; Havanera (1993), d'Antoni Verdaguer; o Monturiol, el senyor del mar (1993), de Francesc Bellmunt; i pel·lícules inspirades en obres literàries, com La punyalada (1989), de Jordi Grau, basada en la novel·la de Marià Vayreda; La teranyina (1989) d'Antoni Verdaguer, basada en la novel·la de Jaume Cabré; Solitud (1991), de Romà Guardiet, inspirada en la novel·la de Víctor Català; La febre d'or (1992), de Gonzalo Herralde, basada en l'obra de Narcís Oller o El perquè de tot plegat (1995), de Ventura Pons, basada en els contes de Quim Monzó. Aquestes tendències conviuen amb obres de mirada més personal, com La teta i la Lluna (1994), de Bigas Luna; El passatger clandestí (1995) d'Agustí Villaronga; Un cos al bosc (1996), de Joaquim Jordà.

### Cap a la normalitat
L'any 1975 es crea l'Institut del Cinema Català, destinat a fomentar la producció i l'exhibició a Catalunya i el 1981 la Generalitat de Catalunya crea el Servei de Cinematografia i l'Arxiu d'Audiovisuals, que donarà lloc a la Filmoteca de Catalunya. El 1974 s'inicien les retransmissions en català a RTVE amb regularitat i el 1983 es crea Televisió de Catalunya, que contribueix de forma decisiva a la incipient indústria cinematogràfica en llengua catalana. Anys més tard es creen Televisió Valenciana (1989), Andorra Televisió (1995) i Televisió de les Illes Balears (2005), que contribueixen de manera desigual al mateix propòsit. D'altra banda, el 1994 comença la seva activitat l'Escola Superior de Cinema i Audiovisuals de Catalunya (ESCAC), amb un Graduat Superior en Cinema i Audiovisuals adscrit a la Universitat de Barcelona. Pocs anys després engega el Màster de Documental de la Universitat Pompeu Fabra i proliferen altres estudis universitaris i de formació professional sobre cinema i tècniques audiovisuals.
Tots aquests elements donen fruit al tombant de segle xxi, amb la irrupció d'una nova generació de cineastes catalans que aporten noves idees i visions. Es considera que el film Mones com la Beky (1999), del veterà Joaquim Jordà i Núria Villazán, representa un punt d'inflexió i l'inici de noves formes d'entendre i de fer cinema en llengua catalana, especialment en l'àmbit documental. L'estela oberta per aquest film va tenir continuïtat amb documentals com De nens (2003) del mateix Jordà; Aiguaviva (2004), d'Ariadna Pujol; Nedar (2008), de Carla Subirana, Pas a nivell (2007), de Pere Vilà o Garbo, l'espia (2009), d'Edmon Roch. De forma paral·lela, en el camp de la ficció es consolida un nou cinema d'autor amb noms propis que es fan un lloc als festivals internacionals. És el cas de Marc Recha, que situa Pau i el seu germà, 2001 i Les mans buides, 2003 al Festival de Cannes i Dies d'agost (2006) i Petit Indi (2009) al Festival de Locarno; o Albert Serra i Juanola, que aconsegueix un notable ressò internacional i triomfa a Cannes amb Honor de Cavalleria (2006) i El cant dels ocells (2008) i a Locarno amb Història de la meva mort (2013).
Al costat d'aquests noms, destaquen altres realitzadors que han fet créixer la nòmina de títols del nou cinema d'autor en català, com Mar Coll (Tres dies amb la família, 2008 i Tots volem el millor per a ella, 2014); Carles Torras (Joves, 2004, Trash, 2009); Pau Freixas (Herois, 2010); Judit Colell (Elisa K, 2010); Lluís Galter (Caracremada, 2010); Kike Maillo (Eva, 2011); Neus Ballús (La plaga, 2013); Dani de la Orden (Barcelona, nit d'estiu, 2013; Barcelona, nit d'hivern, 2016). I autors de generacions anteriors continuen rodant pel·lícules en llengua catalana, com Pere Portabella (El silenci abans de Bach, 2007); Ventura Pons (Actrius,1997; Carícies, 1998; Amic/Amat, 1999; Morir (o no), 2000; Anita no perd el tren, 2001; Amor idiota, 2004, etc.); Manuel Huerga (Salvador, 2006) o Agustí Villaronga (El mar, 2000, basada en l'obra de Blai Bonet; i Pa negre, 2010, basada en l'obra d'Emili Teixidor).

### Reconeixement internacional
A principis del segle xxi, una nova generació de cineastes comença a tenir presència en mostres i festivals internacionals amb pel·lícules rodades en llengua catalana. El 2001, Marc Recha va ser present a la secció oficial del Festival Internacional de Cinema de Canes amb la pel·lícula Pau i el seu germà, essent la primera pel·lícula parlada en català que havia aconseguit aquesta fita. I amb Dies d'agost (2005) va participar al festival internacional de Locarno. Per la seva banda, Albert Serra també va aconseguir tenir presència a Canes amb la seva segona pel·lícula, Honor de cavalleria (2006).
El 2011, Pa negre (dirigida per Agustí Villaronga i produïda per Isona Passola) va ser la primera pel·lícula en llengua catalana preseleccionada per participar en els Òscars de Hollywood, dins la categoria de les pel·lícules de parla no anglesa. Però malgrat una intensa campanya pels Estats Units, amb projeccions a Nova York i Los Ángeles, no va poder superar la fase inicial.
El 2013, Albert Serra va obtenir el Lleopard d'Or al Festival Internacional de Cinema de Locarno gràcies a la pel·lícula Història de la meva mort. El mateix any, la cineasta Neus Ballús va aconseguir un seguit de reconeixements internacionals amb la seva pel·lícula La plaga: millor pel·lícula debut al Festival Internacional de Cinema de Berlín; premi European Discovery als European Film Awards i Premi Lux del Parlament Europeu a pel·lícules amb especial rellevància social. I el 2021, la seva pel·lícula, Sis dies corrents, va ser seleccionada per als festivals de Locarno i Toronto.
El febrer de 2022, en el marc del 72è Festival Internacional de Cinema de Berlín (la Berlinale), la pel·lícula Alcarràs, dirigida per Carla Simón, va obtenir l'Os d'Or com a millor pel·lícula. Era el primer cop que una producció enregistrada originalment en llengua catalana rebia aquesta distinció, de gran prestigi internacional. Rodada en català i produïda per Maria Zamora, Tono Folguera i Sergi Moreno, juntament amb Stefan Schmitz, Alcarràs mostra el món de la pagesia catalana a través de la història d’una família dedicada a la recollida del préssec en una població lleidatana. Es dona la circumstància que Carla Simón ja havia obtingut un reconeixement a la Berlinale del 2017 amb la seva primera pel·lícula, Estiu 1993, amb la qual va guanyar el Premi a la millor òpera prima i el Gran Premi Especial del Jurat en la secció Generation Kplus. Tant Estiu 1993 com Alcarràs van ser escollides per l'Acadèmia del Cinema Espanyol per competir als Oscars dins la categoria de millor pel·lícula de parla no anglesa en les edicions de 2017 i 2022 respectivament. Però cap de les dues no va superar la primera fase de selecció.

### Retrobament amb el públic
El cinema en català va arribar al sostre d'espectadors el 2003, amb 1.073.898 persones a Catalunya, en un context general de gran afluència a les sales i gràcies a l'impacte de la pel·lícula Pa negre i a l'increment de pel·lícules doblades. Després d'uns anys de devallada, el públic va repuntar a partir de 2022. Així, si normalment el percentatge d'espectadors de cinema en català a Catalunya (versions originals, doblades o subtitulades) es movia entre el 2 i el 4% del total, el 2022 aquestes xifres van començar a incrementar fins a situar-se en el 5,2%, en part gràcies al fenomen Alcarràs. Seguint amb la tendència ascendent, el 2024 es van batre rècords de públic i el cinema en català va superar el 7% d'espectadors i es va tornar a situar prop del milió d'espectadors, gràcies a l'èxit de pel·lícules com Casa en flames (Dani de la Orden) o El 47 (Marcel Barrena).Aquest darrer film, a més, va esdevenir la pel·lícula més vista en llengua catalana als cinemes de tot l’Estat espanyol en les darreres quatre dècades.

## Festivals
El principal festival que reconeix les pel·lícules rodades en llengua catalana és el Festival Internacional de Cinema en Català (FIC-CAT), que se celebra anualment des de 2008 a Roda de Berà. Pel que fa a curtmetratges i altres formats audiovisuals, el 2015 es van crear els Premis VOC - Mostra d'audiovisual en català, impulsats i dotats per Òmnium Cultural, amb projeccions en diferents indrets dels territoris de parla catalana i diverses categories de premis.

## Premis

### Premi Gaudí a la millor pel·lícula en llengua catalana
El 2008 es va fundar l'Acadèmia del Cinema Català per tal d'impulsar la cinematografia pròpia, i l'any següent es van crear els Premis Gaudí, dins els quals es reconeixen anualment les millors pel·lícules realitzades en llengua catalana. Aquest és el palmarès (obra guanyadora i finalistes) de la categoria de millor pel·lícula en llengua catalana des de l'inici dels premis, el 2009, fins al 2022.
| Any  | Pel·lícula                            | Director/s                                           |
| ---- | ------------------------------------- | ---------------------------------------------------- |
| 2009 | El cant dels ocells                   | Albert Serra i Juanola                               |
| 2009 | Forasters                             | Ventura Pons                                         |
| 2009 | Myway                                 | José Antonio Salgot                                  |
| 2009 | Road Spain                            | Jordi Vidal                                          |
| 2010 | Tres dies amb la família              | Mar Coll                                             |
| 2010 | Trash                                 | Carles Torras                                        |
| 2010 | VOS (Versió Original Subtitulada)     | Cesc Gay                                             |
| 2010 | Xtrems                                | Abel Folk Joan Riedweg                               |
| 2011 | Pa negre                              | Agustí Villaronga                                    |
| 2011 | Elisa K                               | Judith Colell Jordi Cadena                           |
| 2011 | Herois                                | Pau Freixas                                          |
| 2011 | La mosquitera                         | Agustí Vila                                          |
| 2012 | Eva                                   | Kike Maíllo                                          |
| 2012 | Bruc. La llegenda                     | Daniel Benmayor                                      |
| 2012 | Catalunya über alles!                 | Ramon Térmens                                        |
| 2012 | Open 24h                              | Carles Torras                                        |
| 2013 | Blancaneu                             | Pablo Berger                                         |
| 2013 | El bosc                               | Óscar Aibar                                          |
| 2013 | Els nens salvatges                    | Patricia Ferreira                                    |
| 2013 | Fènix 11·23                           | Joel Joan Sergi Lara                                 |
| 2014 | La plaga                              | Neus Ballús                                          |
| 2014 | Barcelona, nit d'estiu                | Dani de la Orden                                     |
| 2014 | Fill de Caín                          | Jesús Monllaó Plana                                  |
| 2014 | Tots volem el millor per a ella       | Mar Coll                                             |
| 2015 | Rastres de sàndal                     | Maria Ripoll                                         |
| 2015 | Born                                  | Claudio Zulian                                       |
| 2015 | L'altra frontera                      | André Cruz Shiraiwa                                  |
| 2015 | Stella Cadente                        | Lluís Miñarro                                        |
| 2016 | El camí més llarg per tornar a casa   | Sergi Pérez                                          |
| 2016 | Barcelona, nit d'hivern               | Dani de la Orden                                     |
| 2016 | L'adopció                             | Daniela Fejerman                                     |
| 2016 | Un dia perfecte per volar             | Marc Recha                                           |
| 2017 | La propera pell                       | Isaki Lacuesta i Isa Campo                           |
| 2017 | El rei borni                          | Marc Crehuet                                         |
| 2017 | Les amigues de l'Àgata                | Laia Alabart, Alba Cros, Laura Rius i Marta Verheyen |
| 2017 | Tots els camins de Déu                | Gemma Ferraté                                        |
| 2018 | Estiu 1993                            | Carla Simón                                          |
| 2018 | Brava                                 | Roser Aguilar                                        |
| 2018 | Incerta Glòria                        | Agustí Villaronga                                    |
| 2018 | La película de nuestra vida           | Enrique Baró i Ubach                                 |
| 2019 | Les distàncies                        | Elena Trapé                                          |
| 2019 | Formentera Lady                       | Pau Durà                                             |
| 2019 | Jean-François i el sentit de la vida  | Sergi Portabella                                     |
| 2019 | Yo la busco                           | Sara Gutiérrez Galve                                 |
| 2020 | Els dies que vindran                  | Carlos Marqués-Marcet                                |
| 2020 | 7 raons per fugir                     | Esteve Soler, Gerard Quinto i David Torras           |
| 2020 | El viatge de la Marta                 | Neus Ballús                                          |
| 2020 | La innocència                         | Lucía Alemany                                        |
| 2021 | La vampira de Barcelona               | Lluís Danés                                          |
| 2021 | L'ofrena                              | Ventura Durall                                       |
| 2021 | La dona il·legal                      | Ramon Térmens                                        |
| 2021 | Les dues nits d'ahir                  | Pau Cruanyes i Gerard Vidal                          |
| 2022 | Sis dies corrents                     | Neus Ballús                                          |
| 2022 | El ventre del mar                     | Agustí Villaronga                                    |
| 2022 | Tros                                  | Pau Calpe Rufat                                      |
| 2022 | Visitant                              | Alberto Evangelio                                    |
| 2023 | Alcarràs                              | Carla Simón                                          |
| 2023 | El fred que crema                     | Santi Trullenque                                     |
| 2023 | Suro                                  | Mikel Gurrea                                         |
| 2023 | Nosaltres no ens matarem amb pistoles | Maria Ripoll                                         |
| 2024 | Creatura                              | Elena Martín                                         |
| 2024 | Saben aquell                          | David Trueba                                         |
| 2024 | La imatge permanent                   | Laura Ferrés                                         |
| 2024 | Els encantats                         | Elena Trapé                                          |
| 2025 | El 47                                 | Marcel Barrena                                       |
| 2025 | Casa en flames                        | Dani de la Orden                                     |
| 2025 | Mamífera                              | Liliana Torres                                       |
| 2025 | Salve Maria                           | Mar Coll                                             |

## Llistat per any d'estrena(incomplet)
El següent llistat només inclou pel·lícules en català, no produccions bilingües en castellà o produccions on el català és anecdòtic.
| Any  | Títol                                                              | Direcció                  |             |
| ---- | ------------------------------------------------------------------ | ------------------------- | ----------- |
| 1933 | El cafè de la Marina                                               | Domènec Pruna             |             |
| 1968 | En Baldiri de la costa (també coneguda com El Baldiri de la costa) | Josep Maria Font i Espina |             |
| 1976 | La ciutat cremada                                                  | Antoni Ribas              |             |
| 1978 | La ràbia                                                           | Eugeni Anglada            |             |
| 1978 | L'orgia                                                            | Francesc Bellmunt         |             |
| 1979 | Salut i força al canut                                             | Francesc Bellmunt         |             |
| 1979 | Companys. procés a Catalunya                                       | Josep Maria Forn          |             |
| 1981 | La quinta del porro                                                | Francesc Bellmunt         |             |
| 1981 | La batalla del porro                                               | Joan Minguell             |             |
| 1981 | El vicari d'Olot                                                   | Ventura Pons              |             |
| 1983 | Victòria! La gran aventura d'un poble                              | Antoni Ribas              |             |
| 1983 | Victòria! 2: La disbauxa del 17                                    | Antoni Ribas              |             |
|      | Victòria! 3: El seny i la rauxa                                    | Antoni Ribas              |             |
| 1984 | Pa d'àngel                                                         | Francesc Bellmunt         |             |
| 1985 | Un parell d'ous                                                    | Francesc Bellmunt         |             |
| 1985 | L'home ronyó                                                       | Raúl Contel               |             |
| 1985 | Un, dos, tres… ensaïmades i res més                                | Joan Solivellas           | En malloquí |
| 1986 | La ràdio folla                                                     | Francesc Bellmunt         |             |
| 1987 | L'escot                                                            | Antoni Verdaguer          |             |
| 1987 | La rossa del bar                                                   | Ventura Pons              |             |
| 1987 | La veritat oculta                                                  | Carlos Benpar             |             |
| 1988 | El complot dels anells                                             | Francesc Bellmunt         |             |
| 1988 | Qui t’estima, Babel?                                               | Ignasí P. Ferré           |             |
| 1989 | Puta misèria!                                                      | Ventura Pons              | En valencià |
| 1990 | La teranyina                                                       | Antoni Verdaguer          |             |
| 1990 | Rateta, Rateta                                                     | Francesc Bellmunt         |             |
| 1990 | Despertaferro                                                      | Jordi Amorós              |             |
| 1990 | Boom Boom                                                          | Rosa Vergès               |             |
| 1990 | Peraustrinia 2004                                                  | Àngel Garcia i Vidal      |             |